# Ostanes
Ostanes (auch Osthanes; * um 400 v. Chr.) war ein legendärer Alchemist. Laut einigen Quellen stammte er aus Alexandria, nach anderen Angaben aus dem Perserreich.
Wie der Orientalist Fuat Sezgin angibt, soll der historische Ostanes „ein geistiger Nachfolger von Zoroaster bei der Begründung der Astrologie gewesen sein und wahrscheinlich im fünften Jahrhundert v. Chr. gelebt haben“. Ostanes wird häufig in arabischer und persischer alchemischer Literatur als Autorität zitiert. Ein arabischer Traktat mit dem Titel Kitab al-Fusul al-ithnay ‘ashar fi 'ilm al-hajar al-mukarram (Das Buch der zwölf Kapitel über den ehrenhaften Stein) (genannt auch „Buch von Ostanes dem Magier“) wird ihm zugeschrieben.
Plinius der Ältere berichtet in seiner Naturalis historia, dass der wie Zarathustra und Hystaspes auch als Magus geltende Ostanes als Hofwahrsager des Xerxes I. diesem auf dem Zug nach Griechenland gefolgt sei, magische Schriften verfasst und diese Disziplin überhaupt in Griechenland bekannt gemacht habe.